# Papás por encargo (banda sonora)
Disney papás por encargo (banda sonora original) es la banda sonora de la serie web homónima, la cual fue lanzada el 13 de julio de 2022 por Walt Disney Records. 
Contiene dos canciones originales escritas por Ale Sergi (integrante de Miranda!) Y cinco Versiones musicales

## Lista de canciones
| N.º   | Título                       | Escritor(es)                                   | Duración |  |
| 1.    | «Amor se escribe con llanto» | Aníbal Pastor                                  | 3:05     |  |
| 2.    | «Oye mujer»                  | Edmundo Gomez Moreno                           | 3:53     |  |
| 3.    | «Como te voy a olvidar»      | Jorge Mejia Avante                             | 4:00     |  |
| 4.    | «Si nos dejan»               | José Alfredo Jimenez                           | 3:07     |  |
| 5.    | «Mientes tan bien»           | Leonel García Núñez de Cáceres,Nahuel Schajris | 3:33     |  |
| 6.    | «Vivo»                       | Alejandro Sergi Galante                        | 3:20     |  |
| 7.    | «Cerca»                      | Alejandro Sergi Galante                        | 2:48     |  |
| 23:48 |                              |                                                |          |  |

## Historial de lanzamiento
| Región  | Fecha               | Sello               | Formato                     | Ref         |
| ------- | ------------------- | ------------------- | --------------------------- | ----------- |
| Mundial | 13 de julio de 2022 | Walt Disney Records | Descarga digital, streaming | [ 2 ] [ 7 ] |